# Eucyclops serrulatus
Eucyclops serrulatus is een eenoogkreeftjessoort uit de familie van de Cyclopidae. De wetenschappelijke naam van de soort is voor het eerst geldig gepubliceerd in 1851 door Fischer.